# Johan Andersson (socialdemokrat född 1968)
Johan Fredrik Andersson, född 6 augusti 1968 i Eslöv, är en svensk politiker (socialdemokrat). Han var riksdagsledamot (tjänstgörande ersättare) 2003 och 2005–2006, invald för Skåne läns västra valkrets.
Andersson kandiderade i riksdagsvalet 2002 och blev ersättare. Han var tjänstgörande ersättare i riksdagen för Annika Nilsson i fyra omgångar under åren 2003 och 2005–2006. I riksdagen var Andersson suppleant i kulturutskottet.
Andersson är kommunalråd i Eslövs kommun sedan 2014.